# 황지문
황지문(중국어: 黃智雯, 1982년 12월 21일 ~ )은 홍콩 방송국TVB 소속 여자 배우이다.